# Marion (Carolina del Sud)
Marion è una città degli Stati Uniti d'America, situata nella Contea di Marion nello Stato della Carolina del Sud.